# 臺灣府南路撫民理番同知
臺灣府南路撫民理番同知又稱台灣南路理番同知或台灣理番同知，前身為台灣府海防兼南路理番同知。南路撫民同知官職隸屬於台灣道台灣府，為台灣清治時期的重要地方官員，始設置於1875年（光緒元年），官職品等則為正五品。駐紮臺東卑南的台灣理番撫民同知官職專司負責東台灣治安與原住民事務，之後又於1888年改制為台東直隸州知州。

## 歷任
| #  | 姓名   | 到任時間 |
| -- | ------ | -------- |
| 1  | 袁聞拆 | 1875年   |
| 2  | 鄧厚成 | 1876年   |
| 3  | 袁聞拆 | 1877年   |
| 4  | 梁純夫 | 1881年   |
| 5  | 佘修梅 | 1884年   |
| 6  | 吳本杰 | 1886年   |
| 7  | 潘文鳳 | 1885年   |
| 8  | 歐陽駿 | 1886年   |
| 9  | 陳燦   | 1887年   |
| 10 | 吳本杰 | 1888年   |